# Herpesvirales
Die Herpesvirales sind eine seit 2007 vorgeschlagene und seit 2009 nach Entscheidung des ICTV offizielle Virusordnung. Die Unterschiede im Genomaufbau und der phylogenetischen Verwandtschaft zwischen der ursprünglichen Familie Herpesviridae (jetzt Orthoherpesviridae) – von denen sich der Name der Ordnung ableitet – und zweier weiterer, hiervon abgetrennten Gattungen, begründen die neue Virusordnung.
Die Gattung Ictalurivirus wurde in der neuen Familie Alloherpesviridae (Herpesviren bei Fischen) und die Gattung Ostreavirus in der neuen Familie Malacoherpesviridae (eine Herpesvirus-Spezies bei Austern) klassifiziert. Die ursprüngliche Familie Herpesviridae (bzw. jetzt Orthoherpesviridae) umfasst nun nur noch Viren bei Vögeln, Säugetieren und Reptilien.
Damit ist sichergestellt, dass nun mit der Trivialbezeichnung Herpesviren die Ordnung gemeint ist, die Herpesviren im engeren Sinn können nun als Orthoherpesviren bezeichnet werden.

## Systematik
Die innere Systematik der Herpesvirales gestaltet sich wie folgt:
Ordnung Herpesvirales
- Familie Alloherpesviridae[6]
  - Gattung Batravirus (freüher Batrachovirus)[7]
  - Gattung Cyvirus (früher Cyprinivirus)[8] (mit Spezies Koi-Herpesvirus, en. Cyprinid herpesvirus 3)
  - Gattung Ictavirus (früher Ictalurivirus)[9]
  - Gattung Salmovirus (früher Salmonivirus)[10]

- Familie Malacoherpesviridae
  - Gattung Aurivirus[11]
  - Gattung Ostreavirus

- Familie Orthoherpesviridae (früher Herpesviridae)

- Unterfamilie Alphaherpesvirinae
  - Gattung Iltovirus
  - Gattung Mardivirus
  - Gattung Scutavirus
  - Gattung Simplexvirus
  - Gattung Varicellovirus

- Unterfamilie Betaherpesvirinae
  - Gattung Cytomegalovirus
  - Gattung Muromegalovirus
  - Gattung Proboscivirus
  - Gattung Quwivirus
  - Gattung Roseolovirus

- Unterfamilie Gammaherpesvirinae
  - Gattung Bossavirus
  - Gattung Lymphocryptovirus
  - Gattung Macavirus
  - Gattung Manticavirus
  - Gattung Patagivirus
  - Gattung Percavirus
  - Gattung Rhadinovirus

- Vorgeschlagene Vertreter ohne Zuordnung zu einer Familie (Auswahl):

- Spezies „Cercopithecine herpesvirus 3“ mit Cercopithecines Herpesvirus 3 (CeHV-3) alias Simian Agent 6 (SA6) oder Cytomegalovirus SA6
- Spezies „Ciconiid herpesvirus 1“ mit Ciconiides Herpesvirus 1 (CiHV-1) alias Storch-Herpesvirus 1
- Spezies „Delphinid herpesvirus 9“ mit Delphinides Herpesvirus 9 (DeHV-9)
- Spezies „Iguanid herpesvirus 2“ mit Iguanides Herpesvirus 2 (IgHV-2) alias Leguan-Herpesvirus 2
- Spezies „Lorisid herpesvirus 1“ mit Lorisines Herpesvirus 1 (LoHV-1) alias Loris-Herpesvirus 1

## Phylogenie
Koonin et al. (2015) schlagen folgenden Stammbaum der Herpesvirales vor:
|  | Malacoherpesviridae                                                      |
|  |                                                                          |
|  | \| \| Orthoherpesviridae \| \| \| \| \| \| Alloherpesviridae \| \| \| \| |
|  |                                                                          |
|  | Orthoherpesviridae                                                       |
|  |                                                                          |
|  | Alloherpesviridae                                                        |
|  |                                                                          |

|  | Orthoherpesviridae |
|  |                    |
|  | Alloherpesviridae  |
|  |                    |

Die Ursprünge (Vorfahren) der Herpesvirales vermuten Koonin et al. (2015, 2019) bei den Caudovirales (geschwänzte dsDNA-Bakteriophagen). Es wurde daher vom ICTV im März 2020 ein Vorschlag aus dem Oktober 2019 offiziell bestätigt, beide Ordnungen in einen neuen gemeinsamen Bereich „Duplodnaviria“ zu stellen.